# Trichostomum squarrosum
Trichostomum squarrosum är en bladmossart som först beskrevs av Bridel, och fick sitt nu gällande namn av Bridel. Trichostomum squarrosum ingår i släktet lansettmossor, och familjen Pottiaceae. Inga underarter finns listade i Catalogue of Life.